# Pirkko Mattila
Pirkko Mattila, née le 2 avril 1964 à Yli-Ii, est une femme politique finlandaise, membre des partis Vrais Finlandais puis Réforme bleue. 

## Biographie
Infirmière anesthésiste de profession, elle est son diplômée en 1988. 
Elle a obtenu un Master of Science en 2005 à l'Université d'Oulu. Elle a été active au sein de la Croix-Rouge finlandaise et élève des chèvres à Laitasaari, Muhos. 
Elle est aussi membre du conseil municipal de Muhos.

## Carrière politique
Aux élections législatives finlandaises de 2011 et de 2015 Pirkko Mattila est élue députée de  la circonscription d'Oulu.
Elle est ministre des Affaires sociales et de la Santé de 2016 à 2019.